# John Brinkley

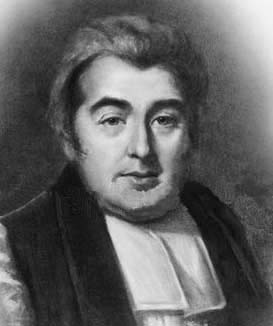
John Mortimer Brinkley, ca. 1800

John Mortimer Brinkley (* 1763 oder Juli 1767 in Suffolk, England; † 14. September 1835 in Dublin, Vereinigtes Königreich von Großbritannien und Irland) war ein britischer Astronom am Trinity College Dublin und Geistlicher der Anglikanischen Kirche.

## Leben und Wirken
Brinkleys Geburtstag ist nicht sicher dokumentiert. Während viele Biographien 1763 angeben, schließt das MacTutor History of Mathematics archive aus verschiedenen Angaben, dass er im Juli 1767 geboren sein muss.
Brinkley erhielt seine universitäre Ausbildung ab 1783 am Gonville and Caius College der Universität Cambridge, wo er aufgrund seiner mathematischen Begabung auffiel. Er wurde Assistent des Mathematikers und Astronomen Nevil Maskelyne und erwarb 1791 einen Master. Ab 1791 war Brinkley Nachfolger von Henry Ussher (1741–1790) als Andrews Professor of Astronomy am Trinity College Dublin und ab 1792 erster Royal Astronomer of Ireland. Er wirkte am Dunsink Observatory unweit von Dublin. Die technische Ausstattung dort war schlecht, so dass Brinkleys wichtigsten Beiträge auf dem Gebiet der mathematischen Astronomie entstanden.
Brinkley wurde 1803 in die Royal Society, 1820 in die Académie des sciences, 1822 in die American Academy of Arts and Sciences und 1824 in die Royal Society of Edinburgh gewählt. Von 1822 bis zu seinem Tode 1835 war er Präsident der Royal Irish Academy. 1824 erhielt er die Copley-Medaille der Royal Society. Von 1831 bis 1833 war er Präsident der Royal Astronomical Society.
Brinkley wurde 1790 in der Kathedrale von Ely ordiniert und war ab 1792 Priester an der Kathedrale von Lincoln. Er war von 1826 bis zu seinem Tode Bischof von Cloyne der Church of Ireland (Anglikanische Gemeinschaft). In der Kathedrale von Cobh erinnert ein Denkmal an ihn.
Brinkley war verheiratet und hatte drei Kinder.